# Carlos Felipe Moisés
Carlos Felipe Moisés (São Paulo, 1942 - São Paulo, 18 de agosto de 2017), foi um poeta, tradutor, crítico literário, autor de livros infantojuvenis e professor universitário brasileiro.
Era graduado (1965), mestre (1968), doutor (1972) e livre docente em Letras pela Universidade de São Paulo. Lecionou em diversas instituições de ensino superior no Brasil, dentre elas a Pontifícia Universidade Católica de São Paulo e a Universidade Federal da Paraíba. Entre 1978 e 1982 lecionou também na Universidade da Califórnia, em Berkeley.
Segundo Paulo Marcos Del Greco, também poeta, na Apresentação do livro de poemas Subsolo:
Carlos Felipe Moisés chegou à letra impressa como integrante daquele antiqüíssimo e hoje disperso grupo de poetas que alguém, em 1960, batizou de “Novíssimos”. Nossa amizade vem daqueles tempos apaixonados em que juntos descobríamos Eliot, Rilke, Perse, Pound, e os grandes poetas da língua: Camões, Pessoa, Drummond, Jorge de Lima.Junto ao respeito e ao afeto, também nos une uma coincidente visão sobre o quase anonimato que deve acompanhar todo fazer poético. Vivendo muito de perto o meio literário, meu amigo Carlos Felipe não se deixou aliciar pela tentação do brilho fácil. Anos e anos depois, permanece fiel àquilo em que acredita, tranqüilamente trabalhando muito e higienicamente publicando pouco. Assim, seus escassos e magros livros de poemas não são experiências, são resultados. Belos resultados que talvez não atraiam a atenção do leitor desatento, seduzido pelo gosto das pirotecnias mais ou menos engenhosas. Sua poesia não tem compromissos com a efêmera passagem das modas. Embora a ironia, a sutileza, a acuidade verbal – o conhecimento do ofício em suma – sejam traços marcantes deste Subsolo, os poemas aqui reunidos cantam, para além de todo engenho, as coisas mais simples, que sempre estiveram conosco neste cansado planeta: o amor e a fraternidade; a natureza, os bichos, a vida cotidiana; a sobrevivência da memória e, acima de tudo, a própria poesia. Tudo permeado de uma constante e densa interrogação pelo sentido da existência, a individual e a comum. É o poeta realizando a milenar tarefa de olhar para fora e ver o mundo que nos cerca, este cotidiano universo das coisas necessárias e solidárias – tarefa quase de todo esquecida e que, por este estranho caminho, parece ser nova outra vez. Pessoalmente não acredito em gerações e escolas. A obra dos grandes poetas é um constante desmentido a estas classificações. Os poemas de Carlo Felipe, também. Estão orientados para a permanência, embora conheçam a intimidade do transitório; estão orientados para o convívio com a hora em que buscamos na poesia a clara inteireza das coisas – ao mesmo tempo escondidas e reveladas na prospecção do subsolo.
Carlos Felipe Moisés em 2000 organiza, com Álvaro Alves de Faria, a Antologia Poética da Geração de 60.  Reunindo poemas, ordenados cronologicamente dos(as) seguintes poetas: Alberto Beutenmuller, Álvaro Alves de Faria, Antônio Fernando de Franceschi, Bruno Tolentino, Carlos Felipe Moisés, Carlos Soutié do Amaral, Carlos Vogt, Cláudio Willer, Clovis Beznos, Celso Luiz Paulini, Décio Bar, Eduardo Alves da Costa, Eunice Arruda, João Ricardo Penteado, Jorge Mautner, Lindolf Bell, Lúcia Ribeiro da Silva, Luiz Carlos Mattos, Neide Archanjo, Orides Fontela, Otoniel Santos Pereira, Paulo Marcos Del Greco, Péricles Prade, Roberto Bicelli, Roberto Piva, Rodrigo de Haro, Ronald Zomignan Carvalho, Rubens Jardim, Rubens Rodrigues Torres Filho e Sérgio Lima.
O poeta Carlos Felipe Moisés recebeu o Troféu APCA na categoria Poesia em dua ocasiões. Em 1974 por "Poemas Reunidos" e em 1989 por "Subsolo".

## Obras

### Poesia
- A Poliflauta do Bartolo. São Paulo: Massao Ohno Editor, 1960.
- O signo e a aparição. São Paulo: Massao Ohno Editor, 1961.
- A Tarde e o Tempo. Florianópolis: Edições Roteiro, 1964. Prêmio estímulo Governador do Estado de São Paulo.
- Carta de Marear. São Paulo: edição do autor, 1966. Prêmio Governador do Estado de São Paulo - menção honrosa.
- Poemas Reunidos (inclui os anteriores mais Urna diurna). São Paulo: Cultrix, 1974. Prêmio da Associação Paulista dos Críticos de Arte.
- Círculo Imperfeito. Salvador: Fundação Cultural do Estado da Bahia, 1978. Prêmio Gregório de Mattos e Guerra.
- Subsolo. São Paulo: Massao Ohno Editor, 1989. Prêmio da Associação Paulista dos Críticos de Arte.
- Lições de Casa e poemas anteriores. São Paulo: Nankin Editorial, 1998.
- Noite Nula. São Paulo: Nankin Editorial, 2008.
- Disjecta membra.  São Paulo: Lumme Editor, 2014.

### Antologias
- Antologia dos novíssimos. (Coleção dos Novíssimos, vol. 9) São Paulo, Massao Ohno Editora, 1961.
- Writing from the world. Iowa City, The University of Iowa, 1976.
- Antologia da poesia brasileira contemporânea. Lisboa, Imprensa Nacional/Casa da Moeda, 1986.
- Poet & Critic. Ames, The Iowa State University Press, 1987.
- Artes e ofícios da poesia. Porto Alegre/São Paulo, Artes&Ofícios / Secretaria Municipal de Cultura de São Paulo, 1991.
- 30 postais poéticos.  São Paulo, Secretaria Municipal de Cultura, 1992.
- Sincretismo: a poesia da geração 60. Rio de Janeiro, Topbooks, 1995.
- Anthologie de la poésie brésilienne. Paris, Éditions Chandeigne, 1997.
- Exposição do movimento. Coimbra, A Mar Arte, 1999.
- Antologia poética da geração 60. São Paulo, Nankin Editorial, 2000.
- Antologia da poesia contemporânea brasileira. Coimbra, Alma Azul, 2000.

### Crítica
- A multiplicação do real. São Paulo, Conselho Estadual de Cultura, 1970.
- Poesia e realidade. Ensaios sobre poesia brasileira e portuguesa. São Paulo, Cultrix/Secretaria da Cultura, Ciência e Tecnologia, 1977.
- A problemática social na poesia de José Gomes Ferreira. São Paulo, Universidade de São Paulo, 1978.
- O poema e as máscaras. Microestrutura e macroestrutura na poesia de Fernando Pessoa. Coimbra, Almedina, 1981. (2ª edição, revista e atualizada: O poema e as máscaras. Introdução à poesia de Fernando Pessoa. Florianópolis, Letras Contemporâneas, 1999).
- Poética da rebeldia. A trajetória militante de José Gomes Ferreira. Lisboa, Moraes Editores, 1983.
- Literatura, para quê? Florianópolis, Letras Contemporâneas, 1996.
- Mensagem de Fernando Pessoa. Roteiro de leitura. São Paulo, Ática, 1996.
- Poesia não é difícil. Introdução à análise de texto poético. Porto Alegre, Artes&Ofícios Editora, 1996.
- Poemas de Álvaro de Campos. Roteiro de leitura. São Paulo, Ática, 1998.
- O desconcerto do mundo: do Renascimento ao Surrealismo. São Paulo, Escrituras, 2001.
- Fernando Pessoa: almoxarifado de mitos. São Paulo, Escrituras Editora, 2005.
- Poesia e utopia: sobre a função social da poesia e do poeta. São Paulo, Escrituras Editora, 2007.
- Frente & Verso: sobre poesia e poética.  Rio de Janeiro: Confraria do Vento, 2014.

### Traduções
- Retórica geral [Rhétorique Générale], teoria lingüística e literária, J. Dubois et alii, Grupo m. São Paulo, Cultrix/Edusp, 1974.
- Lingüística e poética [Linguistique et poétique], teoria lingüística e literária, Daniel Delas e Jacques Filliolet. São Paulo, Cultrix/Edusp, 1975.
- Retórica da poesia [Rhétorique de la poésie], teoria lingüística e literária, J. Dubois et alii, Grupo m. São Paulo, Cultrix/Edusp, 1980.
- Que é a literatura? [Qu’est-ce que la littérature?], teoria literária, Jean-Paul Sartre. São Paulo, Ática, 1989.
- Tudo o que é sólido desmancha no ar [All that’s solid melts into air], ensaio multidisciplinar, Marshall Berman. São Paulo, Companhia das Letras, 1986.
- O poder do mito [The power of myth], mitologia comparada, Joseph Campbell & Bill Moyers. São Paulo, Palas Athena, 1990.
- Palácio do pavão [Palace of the Peacock], romance, Wilson Harris. São Paulo, Globo, 1990.
- A longa jornada de Oudin [The far journey of Oudin], romance, Wilson Harris. São Paulo, Globo, 1991.
- A última palavra [The last word], filosofia, Thomas Nagel. São Paulo, Editora da Unesp, 2001.
- Retratos de pintores e músicos [Portraits de peintres er de musiciens]. In: Os prazeres e os dias [Le plaisir et les jours]. Marcel Proust. São Paulo, Códex, 2004.
- Alta traição [poemas selecionados e traduzidos por Carlos Felipe Moisés: Marcel Proust, Alfred Jarry, Guillaume Apollinaire, Vicente Aleixandre, Henri Michaux, Robert Desnos, Luís Cernuda, W. H. Auden, René Char, Reed Whittemore, José Emílio Pacheco, Rossana Warren e Carolyn Creedon]. São Paulo, Unimarco Editora, 2005.

### Infantojuvenil
- O livro da fortuna. São Paulo, FTD, 1992.
- Pafúncio Futebol Clube. Aventuras de um elefantinho esperto & seus dois amigos. São Paulo, FTD, 1993.
- A deusa da minha rua. São Paulo, Saraiva, 1996.
- Poeta aprendiz. São Paulo, Bibla/Lazuli, 1997.